# Ignacy Siemion
Ignacy Zenon Siemion  (ur. 26 sierpnia 1932 w Krzczonowie, zm. 18 kwietnia 2015 we Wrocławiu) – polski chemik organik i historyk chemii.

## Życiorys
Urodził się 26 sierpnia 1932 w Krzczonowie, gdzie jego ojciec Mikołaj Siemion  był kierownikiem szkoły; został zamordowany przez Niemców w KL Auschwitz w 1942 roku. Miał 6 braci, wśród nich aktora Wojciecha Siemiona, i 2 siostry, które zmarły wkrótce po urodzeniu. Jego żoną (od 1959 r.) była prof. Alicja Szastyńska-Siemion.
W 1955 r. ukończył studia chemiczne na Uniwersytecie Moskiewskim, doktorat obronił na Politechnice Wrocławskiej w 1964 r., a doktorem habilitowanym został cztery lata później. Profesorem nadzwyczajnym Uniwersytetu Wrocławskiego został w 1974 r., a profesorem zwyczajnym w 1981 r. W trakcie swojej kariery był kierownikiem Zakładu Chemii Organicznej Wydziału Chemii Uniwersytetu Wrocławskiego.
Jego zainteresowania obejmowały chemię i stereochemię peptydów i białek, miał znaczący wkład w rozwój analizy konformacyjnej peptydów i syntezy peptydów naturalnych i ich analogów o działaniu terapeutycznym. Prowadził prace w dziedzinie immunomodulatorów peptydowych oraz chemii kodu genetycznego. Autor 9 książek, 275 prac naukowych i ponad 140 artykułów przeglądowych i dotyczących historii nauki. Promotor 23 doktorów, w tym pięciu habilitowanych.
W latach 1983–1993 redaktor naczelny miesięcznika „Wiadomości Chemicznych”. Należał do Polskiego Towarzystwa Chemicznego, w tym latach 1979–1983 był przewodniczącym zarządu oddziału wrocławskiego PTCh. Był członkiem Centralnej Komisji do Spraw Stopni i Tytułów.

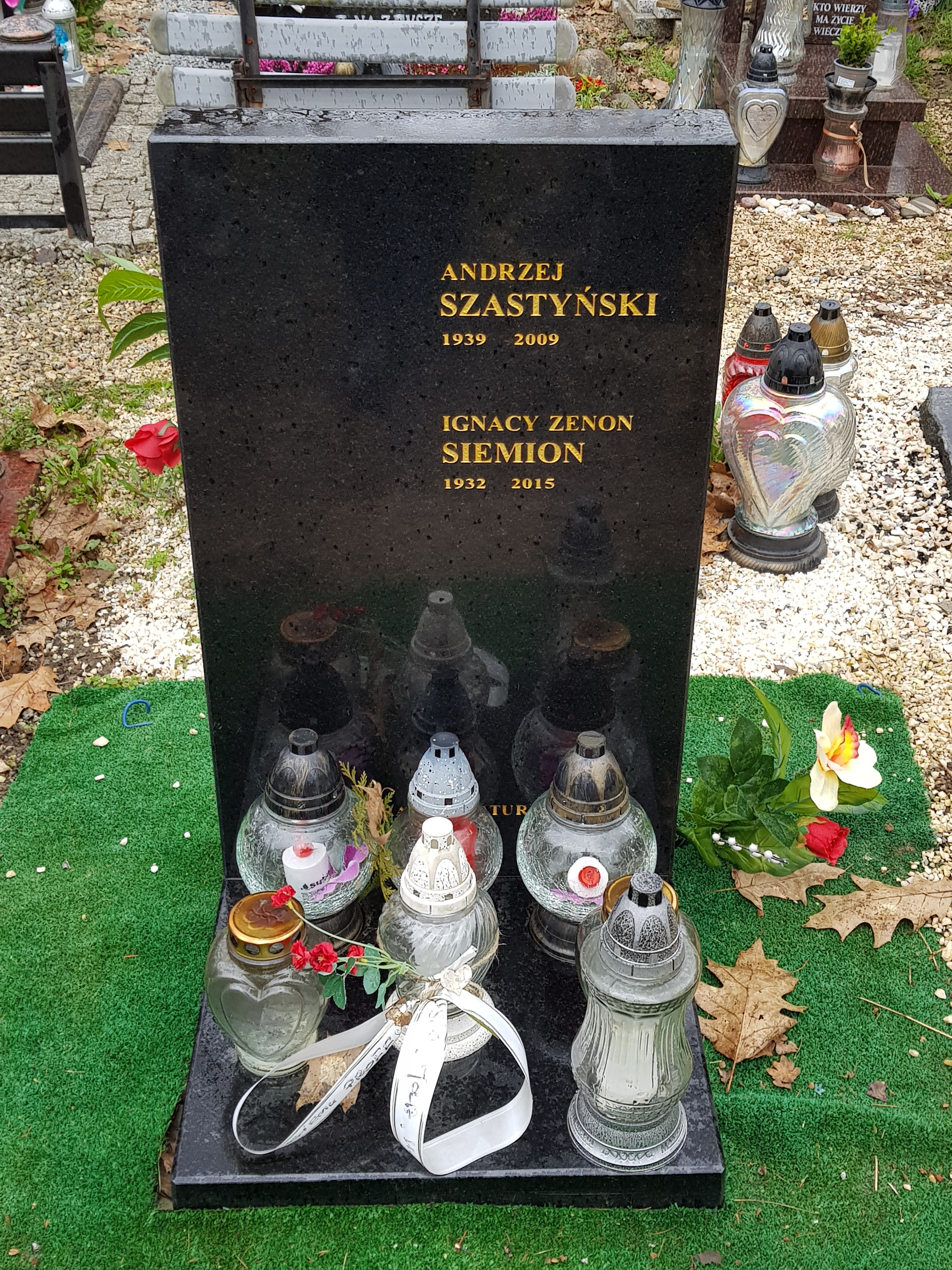
Grób prof. Ignacego Siemiona na Cmentarzu Osobowickim we Wrocławiu

Zmarł 18 kwietnia 2015 r. we Wrocławiu i został pochowany na Cmentarzu Osobowickim we Wrocławiu.